# ذى الديمة (ردفان)

تعديل مصدري - تعديل

ذى الديمة هي إحدى قرى عزلة الحبيلين بمديرية ردفان التابعة لمحافظة لحج، بلغ تعداد سكانها 8 نسمة حسب تعداد اليمن لعام 2004.